# A&M Records

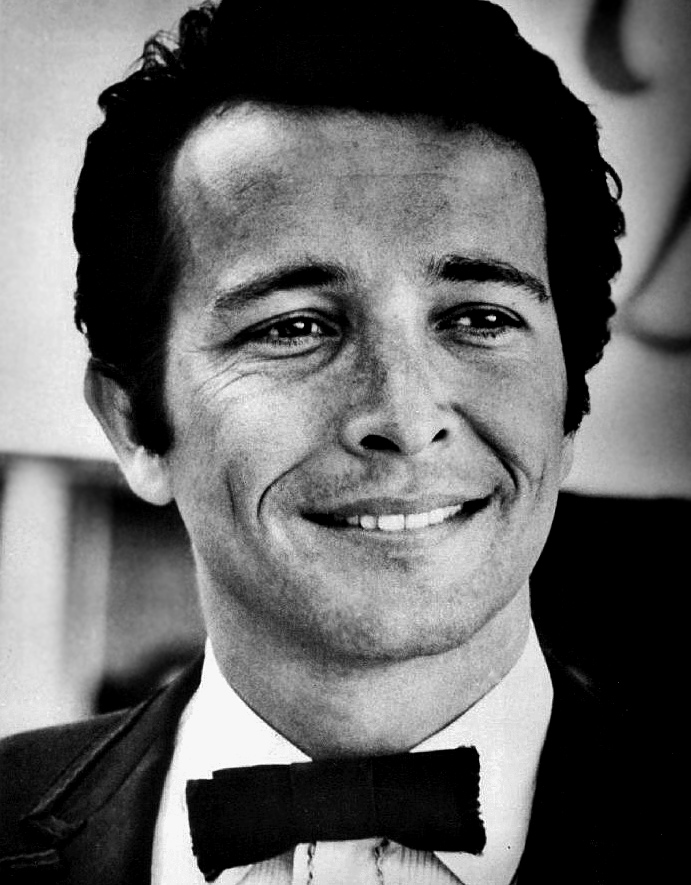
Herb Alpert in 1964

A&M Records was een platenlabel, in 1962 opgericht door Herb Alpert en Jerry Moss, dat voornamelijk muziek uitbracht in het Easy listening-genre en in de Latin-American stijl. Alpert was trompettist, zanger en arrangeur, Moss was muziek-promotor.

## Het begin 1962-1964
Het label begon onder de naam Carnival Records in juli 1962 in de garage van Herb Alpert met de opname van twee singles, "Tell It to the Birds" op naam van Dore Alpert (Herb Alpert als zanger) en "Love Is Back in Style" door Charlie Robinson. Carnival had geen distributiekanaal en "Tell It to the Birds" werd alleen een lokale hit. Voor de distributie in de rest van de Verenigde Staten (hierna VS), werd de single verkocht aan Dot Records voor $700, "Love Is Back in Style" had minder succes.
Nadat Alpert en Moss ontdekt hadden dat de naam Carnival al in gebruik was veranderden zij de naam in A&M Records (A&M staat voor Alpert&Moss).The Lonely Bull, een instrumental door Herb Alpert en zijn Tijuana Brass band werd zo de eerste echte single van A&M.
Het label wilde van aanvang af een kwaliteitslabel zijn. Alle platen van Herb Alpert & the Tijuana Brass (TJB) kwamen voortaan uit op dit label.
The Lonely Bull bereikte een zesde plaats op de hitlijsten.

### Organisatie
Joline Burton werd als enige werknemer aangetrokken voor de boekhouding. Zij zou 20 jaar bij A&M blijven werken, met als laatste functie Vice President of Finance.
Met Festival Records in Australië werd een distributieovereenkomst gesloten, die stand zou houden totdat in 1989 A&M verkocht werd. In Nederland en België werd A&M door Decca Records gedistribueerd.

### Artiesten
Artiesten die tekenden bij het beginnende label waren in 1963 Waylon Jennings, Julius Wechter en de Canadian Sweethearts, een duo van Bob Regan en Lucille Starr.
In 1964 had A&M wereldwijd een hit met Lucille Star's The French Song. Hoewel slechts een kleine hit in de Verenigde Staten (54ste plaats) en Canada (12de plaats), werden in Australië, Zuid-Afrika en Europa meer dan een miljoen platen verkocht. In februari 1965 stond de single twee weken op de eerste plaats van de Nederlandse Top 40.
Julius Wechter, die meegespeeld had in Herb Alpert's Tijuana Band, bracht met The Baja Marimba Band de single "Comin' In the Back Door" uit, dat meer dan 100.000 maal verkocht.

## 1965-1969

### Uitbreiding
In 1965 breidde A&M uit met Bob Fead als National Sales Director, Don Graham als National Promotion Director, Allen Stanton als hoofd A&R en Larry Marks als producer.
Bob Fead richtte het onafhankelijke distributienetwerk van A&M op.
Op 6 november 1966 verhuisde A&M Records haar kantoren met de 32 medewerkers naar de voormalige Charlie Chaplin Studios op 1416 N. La Brea Avenue, Hollywood.
Distributie-contracten werden gesloten met Deutsche Grammophon en Polydor.

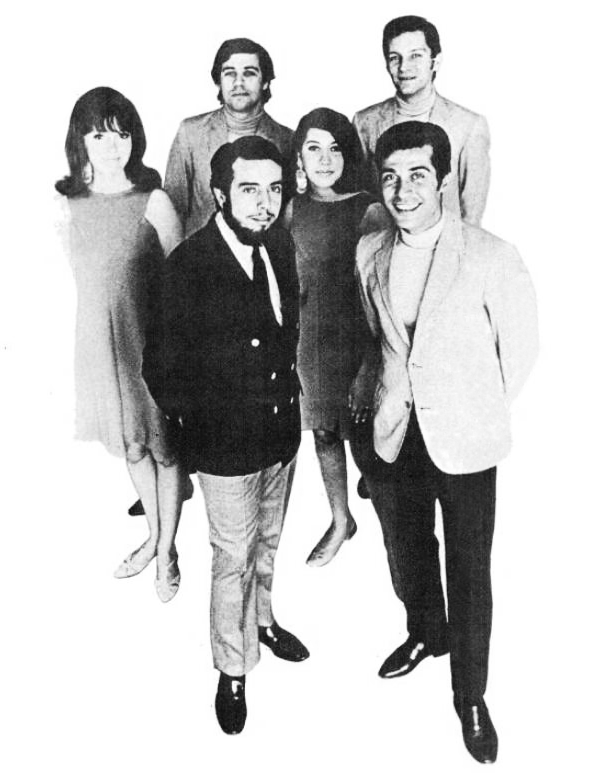
Sérgio Mendes & Brasil '66

### Artiesten
In 1965 had Herb Alpert met zijn TJB succes met een cover van A Taste of Honey.
Andere artiesten waarmee A&M in de tweede helft van de zestiger jaren een contract afsloot waren o.a.:
- In 1965 Sérgio Mendes en Chris Montez
- In 1966 de Sandpipers
- In 1967 Burt Bacharach, Phil Ochs, Jimmie Rodgers, Joe Cocker en Wes Montgomery en via de Engelse partner The Move en Procol Harum.
- In 1968 Doug Dillard, Gene Clark en The Flying Burrito Brothers.
- In 1969 Quincy Jones, Humble Pie en de Carpenters. Humble Pie was een band van ex-Small Faces-zanger Steve Marriott en bereikte met Natural Born Bugie in 1969 een 8e plaats in de Nederlandse top 40.[4]

### In Nederland
Eind 60-er jaren was de Nederlandse muziekpers idolaat van de muziek van de Byrds, en haar ex-leden.
Producer Larry Marks bracht in 1968 met ex-Byrds-lid Gene Clark en Doug Dillard het album The Fantastic Expedition of Dillard and Clark uit, dat in Nederland qua originaliteit als baanbrekend en van uitzonderlijke kwaliteit beschouwd werd, een album op het snijvlak van country rock en americana. Hierna volgde Through the Morning, Through the Night in augustus 1969, waarop Dillard & Clark met onder anderen Michael Clarke en Chris Hillman samenwerkte.
Najaar 1968 kwam een vergelijkbaar album uit met ex-Byrds-lid Gram Parsons, The Gilded Palace of Sin van de Flying Burrito Brothers, dat evenzo als een mijlpaal in de countryrock beschouwd werd.

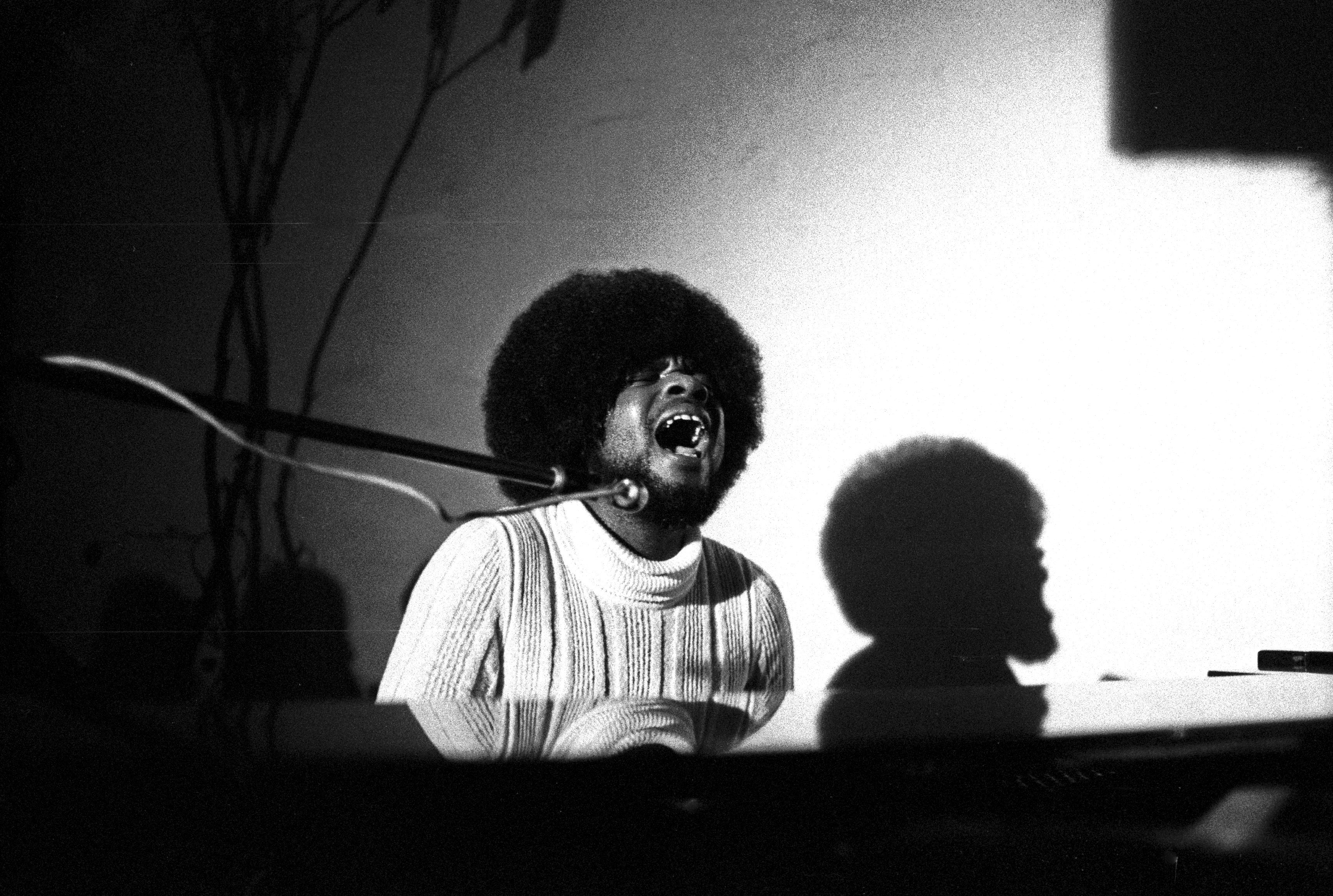
Billy Preston in 1971

## 1970-1979
In 1970 nam Ariola-Eurodisc GMBH de vertegenwoordiging over in Duitsland, Zwitserland en Oostenrijk, en Ariola-Eurodisc-Benelux N.V. in de Benelux.
- De 70-er jaren begonnen met top 100-album noteringen voor Joe Cocker (Mad Dogs and Englishmen) en Burt Bacharach met de filmmuziek van Butch Cassidy and the Sundance Kid. De Carpenters wonnen twee Grammy Award's.
- In 1971 werden o.a. contracten gesloten met Rita Coolidge, haar zus Priscilla en Booker T. Jones, die met Priscilla getrouwd was.
- In 1971 waren er meerdere hit-albums voor de Carpenters en in licentie van Island Records Tea for the Tillerman van Cat Stevens. Van Gene Clark kwam zijn solo-lp White Light uit, die in de VS slecht verkocht, maar in Nederland door de gezamenlijke popjournalisten tot album van het jaar verkozen werd.[7]
- In 1972 tekenden o.a. Joan Armatrading en Joan Baez bij A&M. Billy Preston had een nr 1 hit met Outa-Space en won er ook een Grammy mee.
- In 1973 en 1974 had Billy Preston drie gouden singles en twee albums in de R&B top 10.
- In 1975 was de Grammy voor Album of the Year voor Captain & Tennille met Love Will Keep Us Together.
- In 1976 tekende Richie Havens bij A&M. Het album Frampton Comes Alive! werd een van de best verkochte live-albums ooit.
- In 1977 had Rita Coolidge een top 10-album Anytime...Anywhere, een single hiervan Higher and Higher bereikte nr 2 in de Billboard top 100.
- In 1979 wonnen Herp Alpert en Supertramp Grammy's. Message in a Bottle van The Police haalde in de Bilboard top 100 slechts een 74e plaats, maar kwam op nr 1 in het Verenigd Koninkrijk (hierna VK), op nr 4 in Nederland en nr 5 in België.

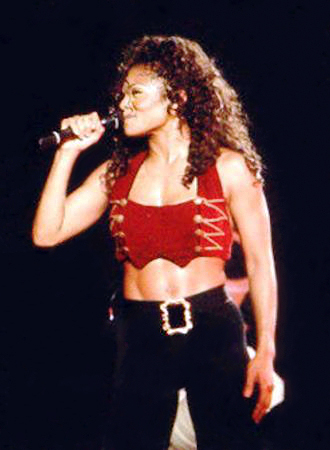
Janet on Tour

## 1980-1989
- In 1980 won The Police met Reggatta de Blanc een Grammy voor Best Rock Instrumental Performance, "Don't Stand So Close to Me" werd een top 10-single in de VS, het VK, België en Nederland. Dit gold ook voor "Every Little Thing She Does Is Magic" uit 1981 en "Every Breath You Take" uit 1983.[8] In 1983 wonnen zowel The Police als Sting ieder 2 Grammy's.
- In 1981 won Quincy Jones vier Grammy's.
- In 1982 kwam het debuutalbum van Janet Jackson uit.
- In 1984 kwam het album Reckless van Bryan Adams uit, dat wereldwijd 12 miljoen keer verkocht werd.
- In 1985 kwam de single Don't You (Forget About Me) van de Simple Minds uit, die de nr 1 positie in de Billboard Hot 100 bereikte.
- In 1986 verscheen Janet Jackson's derde album Control, dat wereldwijd 10 miljoen keer verkocht, waarvan meer dan 5 miljoen in de VS en meer dan 100.000 in Nederland.
- In 1989 verscheen Janet Jackson's vierde album Janet Jackson's Rhythm Nation 1814, dat wereldwijd 12 miljoen keer verkocht werd, en het best verkochte album uit de negentiger jaren was.[noot 2] In 1991 verliet ze het platenlabel voor Virgin Records om in 2009 opnieuw met A&M in zee te gaan.

Andere bekende artiesten die opnamen voor A&M waren Gin Blossoms, Ozark Mountain Daredevils, Elkie Brooks, Carole King, Styx, Shanice en Duffy.

## 1990 Verkoop
A&M werd eind 1989 gekocht door PolyGram. Alpert and Moss bleven wel aan als manager van het label tot 1993, maar er waren wel reorganisaties en later diverse processen over inkomsten.
In 1998 werd PolyGram verkocht aan Seagram en opgenomen in de Universal Music Group.
In 1999 werd A&M samengevoegd met Interscope Records en Geffen Records, met als gevolg reorganisaties en vele ontslagen.
Het hieruit ontstane label Interscope Geffen A&M bracht A&M in 2007 terug op de markt als merk. Hierop volgde samenvoeging met Octone Records. In 2013 werd A&M Octone opgenomen in Interscope Records.
Succesvolle artiesten die nog onder het A&M-logo in de periode na 1990 muziek uitbrachten waren Bryan Adams, Sting, Suzanne Vega, Amy Grant, CeCe Peniston, Sheryl Crow, Barry White, Blues Traveler en Soundgarden.

## Hall of Fame
In 1997 werd Herb Alpert's The Lonely Bull opgenomen in de Hall of Fame.